# شهرستان شلبرن، نوا اسکوشیا
شهرستان شلبرن، نوا اسکوشیا (به انگلیسی: Shelburne County, Nova Scotia) یک فهرست شهرستان‌های نوا اسکوشیا در کانادا است که در نوا اسکوشیا واقع شده‌است.

## خصوصیات
شهرستان شلبرن ۲٬۴۶۴٫۶۵ کیلومترمربع مساحت و ۱۴٬۴۹۶ نفر جمعیت دارد.